# Chris Humphries
Chris Humphries (Derby, 29 avril 1947 - 31 juillet 2009) est un botaniste britannique connu pour ses travaux sur la botanique systématique et la biogéographie.
En 1980, il reçoit la Médaille du Bicentenaire de la Linnean Society. En 2001, la Linnean Society of London lui décerne la Linnean Medal pour ses contributions à la botanique.